# Pimpla fuscipes
Pimpla fuscipes là một loài tò vò trong họ Ichneumonidae.